# أرتور زايس إنكفارت
أرتور زايس انكفارت، (بالألمانية: Arthur Seyß-Inquart)‏ من مواليد 22 يوليو 1892، أعدم شنقا في 16 أكتوبر 1946، هو سياسي نمساوي من أنصار النازية. شجع الـآنشلوس (ضم النمسا إلى ألمانيا) في عام 1938 وكان حاكما لهولندا خلال الحرب العالمية الثانية. حصل على الرتبة الفخرية Gruppenführer SS.

## سيرته الذاتية
ولد في مورافيا، واشتغل كمحام في فيينا منذ عام 1921. بدأ في شن حملته منذ وقت مبكر من أجل ضم النمسا إلى ألمانيا، باسم الثقافة الجرمانية المشتركة. أسس الحزب القومي الاشتراكي النمساوي، وحافظ على علاقات وثيقة مع نظيره الألماني، تم فرضه كوزير للداخلية والأمن على المستشار النمساوي شوشنيغ من قبل هتلر الذي استدعاه في مقره في بيرشتسغادن بتاريخ 15 فبراير 1938.
في إطار «بروتوكول هوسباخ» الذي خطط منذ عام 1937 لإنشاء ألمانيا الكبرى ضاعف هتلر الضغط على الحكومة النمساوية وحصل على استقالة شوشنيغ. سايس انكفارت الذي حل محله على الفور في المستشارية، دعا الرايخ في 12 مارس لضم النمسا، فدخلت القوات الألمانية إلى فيينا حيث استقبلت استقبال الأبطال. وعين بعد فترة وجيزة كحاكم للنمسا (Reichstatthalter) ثم كممثل للحاكم العام لبولندا هانز فرانك، في كراكوف (1939). عين في 18 ماي 1940 مفوضا للرايخ في هولندا المحتلة حيث جمع بين سياسة النهب الاقتصادي والاضطهاد العرقي والترحيل، التي قادت للتمرد من قبل الهولنديين وللإضراب في فبراير 1941، الذي قمع بقسوة من قبل الاحتلال.

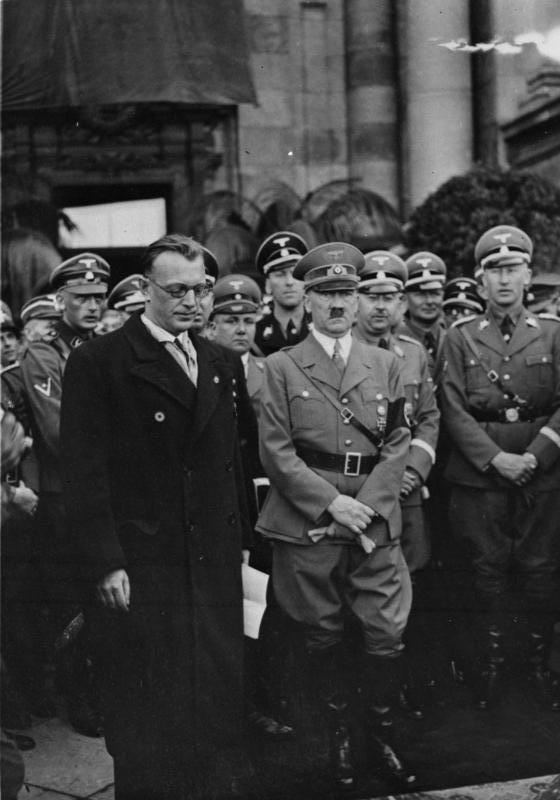
سايس انكفارت على يمين هتلر في فيينا سنة 1938 رفقة عدد من القيادات النازية

ألقي القبض عليه عند نهاية الحرب بعد أن عين كوزير للخارجية في الحكومة التي شكلت بعد انتحار هتلر. حكم عليه بالإعدام في محكمة نورنبيرغ لإدانته بجرائم ضد السلم جرائم حرب وجرائم ضد الإنسانية وأعدم شنقا بعد فترة وجيزة.

## روابط خارجية
- أرتور زايس إنكفارت على موقع IMDb (الإنجليزية)
- أرتور زايس إنكفارت على موقع الموسوعة البريطانية (الإنجليزية)
- أرتور زايس إنكفارت على موقع مونزينجر (الألمانية)
- أرتور زايس إنكفارت على موقع قاعدة بيانات الأفلام السويدية (السويدية)
- أرتور زايس إنكفارت على موقع إن إن دي بي (الإنجليزية)
- أرتور زايس إنكفارت على موقع ديسكوغز (الإنجليزية)
- أرتور زايس إنكفارت على موقع قاعدة بيانات الفيلم (الإنجليزية)